# کورن، استرالیای جنوبی
کورن (به انگلیسی: Quorn) یک شهرک در استرالیا است که در استرالیای جنوبی واقع شده‌است.